# روباه (فیلم ۲۰۰۹)
روباه (به هندی: Fox) فیلمی محصول سال 2009 و به کارگردانی دیپاک تیجوری است. در این فیلم بازیگرانی همچون سانی دئول، آرجون رامپال، اودیتا گوسوامی، ساگاریکا غاتگ، ریتوپارنا سنگوپتا ایفای نقش کرده‌اند.